# Gunung Nyungcung
Gunung Nyungcung är ett berg i Indonesien.   Det ligger i provinsen Jawa Barat, i den västra delen av landet, 30 km sydväst om huvudstaden Jakarta. Toppen på Gunung Nyungcung är 240 meter över havet, eller 145 meter över den omgivande terrängen. Bredden vid basen är 2,7 km.
Terrängen runt Gunung Nyungcung är platt åt nordost, men åt sydväst är den kuperad. Runt Gunung Nyungcung är det mycket tätbefolkat, med 2 028 invånare per kvadratkilometer. Närmaste större samhälle är Depok, 20,0 km öster om Gunung Nyungcung. I omgivningarna runt Gunung Nyungcung växer i huvudsak städsegrön lövskog.